# 索尔索纳
索尔索纳，是西班牙加泰罗尼亚莱里达省的一个市镇。 总面积18平方公里，总人口7344人（2001年），人口密度408人/平方公里。